# Nilla Fischer
Asa Nilla Maria Fischer (Kristianstad, 2 d'agost de 1984) fou una defensa/migcampista de futbol internacional amb Suècia. Va jugar durant 15 anys a la lliga sueca fins que en 2013 va fitxar pel Wolfsburg, amb el qual ha guanyat una Lliga de Campions.
Amb la selecció ha jugat tres Mundials i dos Jocs Olímpics i Eurocopes. Ha guanyat una plata als Jocs Olímpics (2016), un bronze al Mundial (2011) i ha estat semifinalista a l'Eurocopa (2013). Malgrat jugar com a central, va ser la segona màxima golejadora d'aquest darrer torneig. En total va disputar 189 amb la selecció sueca.
Durant el desembre de 2022 va anunciar la seva retirada del món del futbol.

## Trajectòria
| Temporades   | Lliga             | Club              | P   | G  | Actualitzat |
| ------------ | ----------------- | ----------------- | --- | -- | ----------- |
| 1998 - 2000  | D1                | Vittsjö GIK       |     |    |             |
| 2001 - 2003  | D1                | Kristianstads DFF |     |    |             |
| 2004 - 2011  | D1                | LdB Malmö         | 136 | 24 |             |
| 2012 - 2013  | D1                | Linköpings FC     | 033 | 02 |             |
| 13/14 - 2019 | D1                | VfL Wolfsburg     | 087 | 08 | 09/2017     |
| 2019 - 2022  | D1                | Linköpings FC     |     |    |             |
|              |                   |                   |     |    |             |
| 2001 - act.  | Selecció absoluta | Selecció absoluta | 153 | 21 | 01/2017     |

## Palmarès
| Competició                               | 1998 | 1999 | 2000 | 2001 | 2002 | 2003 | 2004 | 2005 | 2006 | 2007 | 2008 | 2009 | 2010 | 2011 | 2012 | 2013 | 2014 | 2015 | 2016 | 2017 | 2018 | 2019 | 2020 |
| Títols — Clubs                           |      |      |      |      |      |      |      |      |      |      |      |      |      |      |      |      |      |      |      |      |      |      |      |
| 1 Lliga de Campions                      |      |      |      |      |      |      |      |      |      |      |      |      |      |      |      |      |      |      |      |      |      |      |      |
| 2 Lligues                                |      |      |      |      |      |      |      |      |      |      |      |      |      |      |      |      |      |      |      |      |      |      |      |
| 1 Supercopa                              |      |      |      |      |      |      |      |      |      |      |      |      |      |      |      |      |      |      |      |      |      |      |      |
| 1 Lliga                                  |      |      |      |      |      |      |      |      |      |      |      |      |      |      |      |      |      |      |      |      |      |      |      |
| 2 Copes                                  |      |      |      |      |      |      |      |      |      |      |      |      |      |      |      |      |      |      |      |      |      |      |      |
| Reconeixements — Seleccions de jugadores |      |      |      |      |      |      |      |      |      |      |      |      |      |      |      |      |      |      |      |      |      |      |      |
| FIFA World Player - Top 10               |      |      |      |      |      |      |      |      |      |      |      |      |      |      |      | 09ª  | 010ª |      |      |      |      |      |      |